# Divine Intervention
Divine Intervention (рус. Божественное вмешательство) — шестой студийный альбом американской трэш-метал-группы Slayer, появился в продаже 27 сентября 1994 на лейбле American Recordings, это был первый альбом Slayer, записанный с участием барабанщика Пола Бостафа, который заменил Дэйва Ломбардо. Альбом достиг восьмой позиции в чарте Billboard 200, в первую неделю было продано 93 000 экземпляров, а позже в том же году альбом получил золотой статус в Канаде и Соединенных Штатах.

## Запись альбома
Приблизительно половина музыки и лирики на альбоме была написана Керри Кингом, а вторая  половина — вокалистом Томом Арайа. Барабанщику Полу Бостафу альбом не нравился, он отмечал, что гитары не были достаточно громкими, а группа переезжала из одной студии в другую. В середине работы над альбомом группа приняла решение сменить студию звукозаписи и продюсера. Группа выбрала новым продюсером Тоби Райта.

## Песни и оформление
Некоторые из песен альбома подвергались критике за своё содержание. Песня «213», например, была о знаменитом серийном убийце Джеффри Дамере, название песни — это номер квартиры где он совершал убийства. Название песни «SS-3» — это номер автомобиля Мерседес-Бенц, на котором путешествовал Рейнхард Гейдрих и в котором он был в момент смертельного покушения. Песня «Dittohead» является данью популярному, но неоднозначному неоконсервативному политическому комментатору и теле- и радиоведущему Рашу Лимбо. В оформлении альбома использовалось изображение логотипа Slayer, вырезанного на руке фаната. В буклете приводится коллаж из газетных вырезок, в которых музыка группы названа подстрекающей к насилию или убийствам. На конверте присутствует надпись Satan Laughs As You Eternally Rot.

## Выпуск
Divine Intervention был выпущен 27 сентября 1994 года и достиг восьмой позиции в хит-параде Billboard 200 с более чем 95 000 проданных копий на первой неделе.

## Список композиций
| №   | Название                                                | Текст песни                             | Музыка         | Длительность |
| --- | ------------------------------------------------------- | --------------------------------------- | -------------- | ------------ |
| 1.  | «Killing Fields (рус. Поля убийств)»                    | Том Арайа                               | Керри Кинг     | 3:57         |
| 2.  | «Sex. Murder. Art.(рус. Секс, убийство, Искусство)»     | Арайа                                   | Кинг           | 1:50         |
| 3.  | «Fictional Reality (рус. Вымышленная реальность)»       | Кинг                                    | Кинг           | 3:38         |
| 4.  | «Dittohead (рус. Детонирующая головка)»                 | Кинг                                    | Кинг           | 2:31         |
| 5.  | «Divine Intervention (рус. Божественное вмешательство)» | Джефф Ханнеман, Кинг, Арайа, Пол Бостаф | Ханнеман, Кинг | 5:33         |
| 6.  | «Circle of Beliefs (рус. Круг мнений)»                  | Кинг                                    | Кинг           | 4:30         |
| 7.  | «SS-3»                                                  | Ханнеман                                | Ханнеман, Кинг | 4:07         |
| 8.  | «Serenity in Murder (рус. Успокоение в убийствах)»      | Арайа                                   | Ханнеман, Кинг | 2:36         |
| 9.  | «213»                                                   | Арайа                                   | Ханнеман       | 4:52         |
| 10. | «Mind Control (рус. Подчинение разума)»                 | Арайа, Кинг                             | Ханнеман, Кинг | 3:04         |

## Чарты  и сертификации
| Чарт                        | Позиция |
| --------------------------- | ------- |
| Billboard 200               | 8       |
| ARIA Charts                 | 27      |
| Ö3 Austria Top 40           | 22      |
| Media Control Charts        | 18      |
| MegaCharts                  | 31      |
| RIANZ                       | 20      |
| Sverigetopplistan           | 10      |
| Swiss Music Charts          | 15      |
| The Official Charts Company | 15      |

| Регион | Сертификация |
| ------ | ------------ |
| US     | Золотой      |
| CAN    | Золотой      |

## Участники записи
- Том Арайа — бас-гитара, вокал
- Джефф Ханнеман — гитара
- Керри Кинг — гитара
- Пол Бостаф — ударные